# Avricus amoenus
Avricus amoenus är en insektsart som först beskrevs av De Lotto 1958.  Avricus amoenus ingår i släktet Avricus och familjen skålsköldlöss.
Artens utbredningsområde är Zimbabwe. Inga underarter finns listade i Catalogue of Life.